# 岩月収二
岩月 収二（いわつき しゅうじ、1918年（大正7年）1月15日 - 2005年（平成17年）9月7日）は、日本の政治家。元愛知県安城市長（3期）。

## 来歴
愛知県安城町（現・安城市）出身。安城町立青年学校を経て、1938年（昭和13年）3月に満州国公主嶺陸軍航空隊第七教育隊に入隊。1941年（昭和16年）3月、陸軍航空技術学校卒業。1944年（昭和19年）7月、少尉候補者試験に合格。
1946年（昭和21年）、安城町役場に奉職。1958年（昭和33年）、自治大学校卒業。総務部長時代、東海道新幹線建設に先立って用地買収に奔走した。1969年（昭和44年）5月、助役に就任。
1979年（昭和54年）の安城市長選に向けて、「市長選はしこりが残るような争いをしない方がいい」と考えた杉浦正行県議が中心となり、候補者擁立を目的とする団体「住みよい安城をつくる市民の会」が作られる。同団体は旧愛知4区の自民党代議士、保守・中道の市議、商工会、町内会などで構成され、擁立された岩月は1月26日告示・2月4日投票の市長選に自民党・民社党の推薦、公明党の支持を受けて立候補。無投票で初当選した。
地元主要団体の統一候補として当選したものの、中野四郎衆議院議員の腹の虫は収まらなかった。岩月は浦野烋興系列と見なされており、中野直系の都築義幸市議を対抗馬に推す話が流れためであった。市長選直後の同年3月、中野は自派の安城市議6人を碧南市本郷町の事務所に呼びつけ、「お前たちは一体何をしてたんだ。なぜ（中野派から）候補者を出さなかったのだ」と激しく叱責した。代表格の石川修市議に対しては「お前は県議選に出たいと言っているそうだな。まだ早い。やめておけ」とさらに高圧的な態度をとった。これが原因で同市議6人は全員、1980年（昭和55年）の総選挙で中野から離反した。
西三河を中心にした9市6町で構成する「東海道新幹線三河新駅新設期成同盟会」の会長として三河安城駅の開業に力を尽くした。3期市長を務め1991年（平成3年）に勇退。後任の市長には杉浦正行県議が名乗りを上げ、無投票で当選した。同年、勲四等瑞宝章を受章。
2005年（平成17年）9月7日、肺炎のため死去。87歳没。